# Botánica

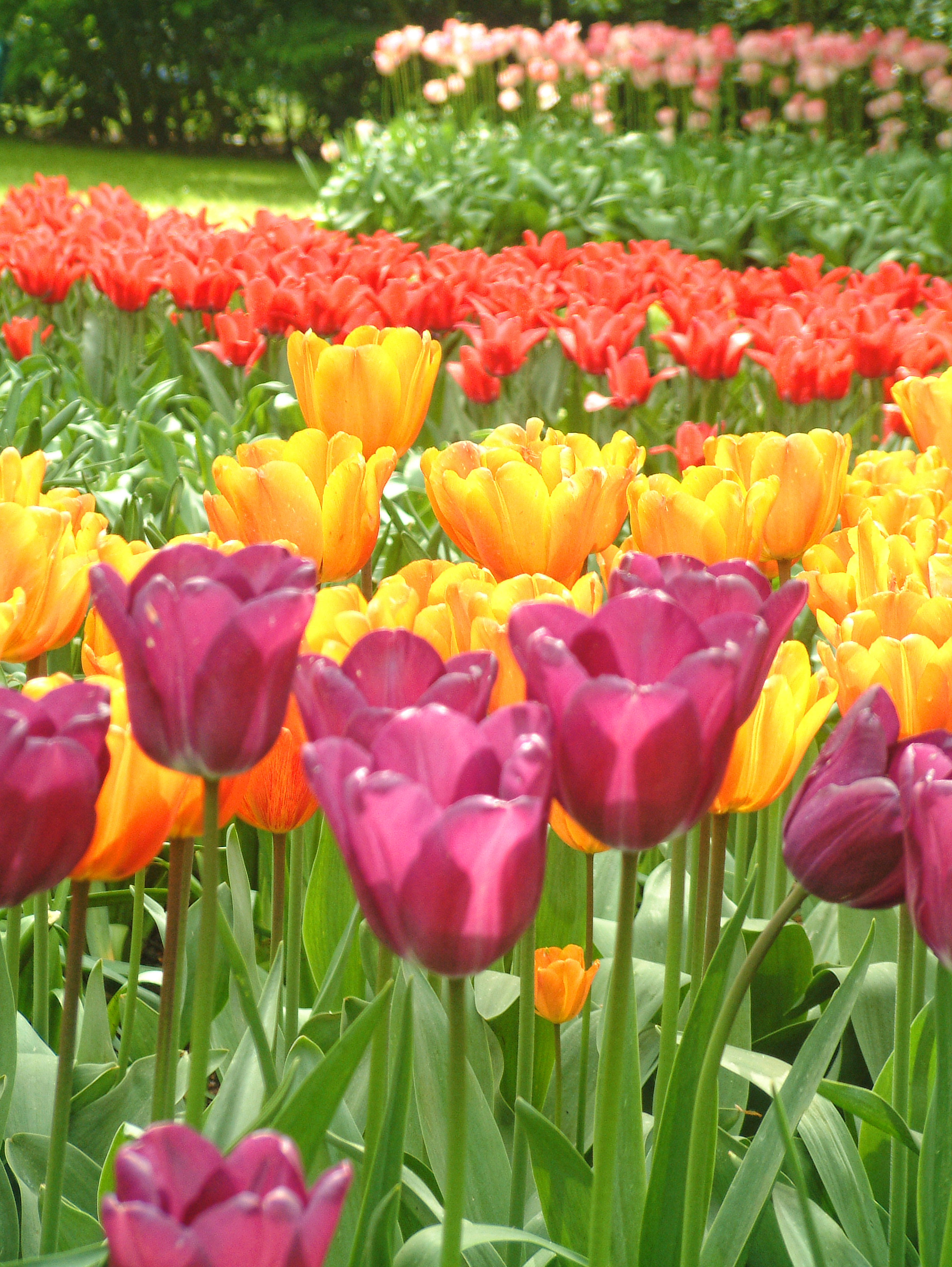
Tulipanes en el jardín de Keukenhof.

La botánica (del griego βοτάνη, 'hierba') es la rama de la biología que estudia las plantas, en sentido amplio, incluyendo a las algas, hongos y organismos fotosintéticos no necesariamente clasificados como plantas, bajo todos sus aspectos, incluyendo la descripción, clasificación, distribución, identificación, estudio de la reproducción, fisiología, morfología, relaciones recíprocas, relaciones con los otros seres vivos y efectos provocados sobre el medio en el que se encuentran. Los términos para quien se dedica a esta disciplina son dos: botánico /a y botanista.
La botánica estudia las plantas en sentido amplio, abarcando las categorías taxonómicas de las plantas sin flores (criptógamas), las plantas sin flores y sin vasos (briofitas), las plantas sin flores y con vasos (pteridofitas), las plantas con flores (espermatofitas), las plantas con flores y sin fruto (gimnospermas) y las plantas con flores y con fruto (angiospermas), dentro de la clasificación clásica de los organismos vegetales. No obstante, en términos históricos, el objeto de estudio de la botánica no se ha restringido estrictamente al Reino Plantae, sino que ha abarcado un grupo de organismos lejanamente emparentados entre sí, esto es, las cianobacterias, los hongos, las algas y las plantas, los que casi no poseen ningún carácter en común salvo la presencia de cloroplastos (a excepción de los hongos y cianobacterias) o el no poseer capacidad de desplazamiento. En el campo de la botánica hay que distinguir entre la botánica pura, cuyo objeto es ampliar el conocimiento de la naturaleza, y la botánica aplicada, cuyas investigaciones están al servicio de la tecnología agraria, forestal y farmacéutica. Su conocimiento afecta a muchos aspectos de nuestra vida y por tanto es una disciplina estudiada por biólogos y ambientólogos, pero también por farmacéuticos, ingenieros agrónomos, ingenieros forestales, entre otros.
La botánica cubre una amplia gama de contenidos, que incluyen aspectos específicos propios de los vegetales, así como de las disciplinas biológicas que se ocupan de la composición química (fitoquímica), de la organización celular y tisular (histología vegetal), del metabolismo y el funcionamiento orgánico (fisiología vegetal), del crecimiento y el desarrollo, de la morfología (fitografía), de la reproducción, de la herencia (genética vegetal), de las enfermedades (fitopatología), de las adaptaciones al ambiente (ecología), de la distribución geográfica (fitogeografía o geobotánica), de los fósiles (paleobotánica) y de la evolución.

## Los organismos que estudia la botánica
La idea de que la naturaleza puede ser dividida en tres reinos (mineral, vegetal y animal) fue propuesta por Nicolás Lemery (1675) y popularizada por Carlos Linneo en el siglo XVIII. Carlos Linneo, a finales del siglo XVIII, introdujo el actual sistema de clasificación. Este incluye los conocimientos sobre las diversas especies vegetales dentro de un sistema más amplio, ofreciendo una versión sintética y enriquecedora. No en vano se ha dicho que el sistema de clasificación de Linneo prefigura lo que después serían las teorías evolutivas.
A pesar de que con posterioridad fueron determinados como reinos separados para los hongos (en 1783), protozoarios (en 1858) y bacterias (en 1925) la concepción del siglo XVII de que solo existían dos reinos de organismos dominó la biología por tres siglos. El descubrimiento de los protozoarios en 1675, y de las bacterias en 1683, ambos realizados por Leeuwenhoek, finalmente comenzó a minar el sistema de dos reinos. No obstante, un acuerdo general entre los científicos acerca de que el mundo viviente debería ser clasificado en al menos cinco reinos, solo fue logrado luego de los descubrimientos realizados por la microscopía electrónica en la segunda mitad del siglo XX. Tales hallazgos confirmaron que existían diferencias fundamentales entre las bacterias y los eucariotas y, además, revelaron la tremenda diversidad ultraestructural de los protistas. La aceptación generalizada de la necesidad de utilizar varios reinos para incluir a todos los seres vivos también debe mucho a la síntesis sistemática de Herbert Copeland (1956) y a los influyentes trabajos de Roger Y. Stanier (1961-1962) y Robert H. Whittaker (1969).
En el sistema de seis reinos, propuesto por Thomas Cavalier-Smith en 1983 y modificado en 1998, las bacterias son tratadas en un único reino (Bacteria) y los eucariotas se dividen en 5 reinos: protozoarios (Protozoa), animales (Animalia), hongos (Fungi), plantas (Plantae) y Chromista (algas cuyos cloroplastos contienen clorofilas a y c, así como otros organismos sin clorofila relacionados con ellas). La nomenclatura de estos tres últimos reinos, clásico objeto de estudio de la botánica, está sujeta a las reglas y recomendaciones del Código Internacional de Nomenclatura Botánica.

## Divisiones de la botánica

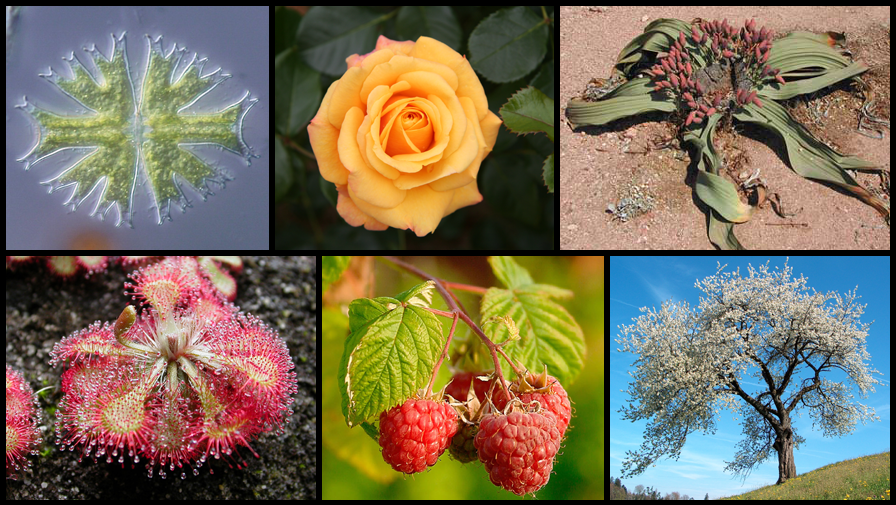
Familias botánicas

Las plantas pueden estudiarse desde varios puntos de vista, así, pueden diferenciarse distintas líneas de trabajo de acuerdo con los niveles de organización que se estudien: desde las moléculas y las células, pasando por los tejidos y los órganos, hasta los individuos, las poblaciones y las comunidades vegetales. Otras posibilidades se refieren al estudio de las plantas que vivieron en épocas geológicas pasadas o al de las que viven en la actualidad, al examen de los distintos grupos sistemáticos y a la investigación de cómo pueden ser utilizados los vegetales por el ser humano.
Una de las metas más importantes para la botánica, es que junto a la biotecnología e ingeniería genética puedan llegar a crear vida.
En general, todas esas direcciones de trabajo se basan en el análisis comparativo de los fenómenos particulares y de su variabilidad, para llegar a una generalización y al reconocimiento de las relaciones regulares que unen dichos fenómenos entre sí. Siempre deben asociarse los métodos estático y dinámico: por un lado el reconocimiento y la interpretación de las estructuras y formas y, por el otro, el análisis de los procesos vitales, de funciones y de fenómenos de desarrollo. El objetivo final de ambos métodos debe ser en todo caso la comprensión de las formas y de las funciones en su dependencia recíproca y en su evolución.
Los distintos puntos de vista descritos y el empleo de diferentes métodos de trabajo han conducido a que dentro de la botánica se hayan desarrollado numerosas disciplinas. En primer lugar, se puede citar a la Morfología, la cual, en sentido amplio, es la teoría general de la estructura y forma de las plantas, e incluye la Citología y la Histología. La primera se ocupa del estudio de la fina constitución de las células y se asocia, en los aspectos relacionados con las moléculas, con algunas partes de la Biología Molecular. La Histología es el estudio de los tejidos de las plantas. Citología e Histología, conjuntamente, son necesarias para comprender la Anatomía de las plantas, o sea, su constitución interna.
Al ocuparse de los procesos de adaptación, la morfología se relaciona con la ecología, disciplina que investiga las relaciones entre la planta y su ambiente. Tales relaciones están basadas en los estudios de la fisiología vegetal, que se ocupa —de modo general— al estudio del modo en que se realizan las funciones de la planta en los campos del metabolismo, del cambio de forma (que incluye el crecimiento y desarrollo de la planta) y de los movimientos. La reproducción de las plantas y el modo en que se heredan y cambian las características a través de las generaciones es el campo de la Genética.
La botánica sistemática trata de averiguar las afinidades que existen entre los diversos tipos de plantas, basándose en los resultados de todas las disciplinas mencionadas previamente, entre las que, al lado de la morfología, son importantes la citología, la anatomía, el estudio de las esporas y del polen (Palinología), el estudio de la generación sexual y del embrión (Embriología), las sustancias producidas y contenidas en las plantas (fitoquímica), la Genética y la Geobotánica. Como parte de la sistemática, se encuentra principalmente la taxonomía, que se ocupa de la descripción, nomenclatura y ordenación de las especies de plantas existentes, las cuales sobrepasan el número de 330 000. A ella se añade el estudio de la historia evolutiva de las plantas (Filogenia), que se apoya especialmente en la Paleobotánica, el estudio de las plantas que vivieron en otras eras geológicas y en la evolución, que ilustra sobre las leyes y las causas que rigen la formación de las estirpes vegetales.
Finalmente, dentro de la botánica existen ramas de estudio que se ocupan de modo especial de grupos particulares de organismos, como la Microbiología (que estudia los microorganismos en general, incluyendo muchos de los que se consideran organismos vegetales), la Bacteriología (que se ocupa de las bacterias), la Micología (que estudia los hongos), la Ficología (que estudia las algas), la Liquenología (estudio de los líquenes), la Briología (estudio de los briófitos: los musgos y las hepáticas), la Pteridología (estudio de los helechos).
También existen distintas disciplinas aplicadas, que estudian el valor práctico de las plantas para los seres humanos y con ello establecen el enlace con la Agricultura, la Silvicultura y la Farmacia, entre otras. Como ejemplo de estas disciplinas se pueden mencionar el Mejoramiento Genético de Plantas —o fitomejoramiento— (estudia la variabilidad genética y la selección de plantas), la Fitopatología (se ocupa de las enfermedades de las plantas y de los métodos de control de las mismas), la Farmacognosia (estudia las plantas medicinales y sus principios activos).

## Historia
La historia de la botánica es la exposición y narración de las ideas, investigaciones y obras relacionadas con la descripción, clasificación, funcionamiento, distribución y relaciones de los organismos pertenecientes a los reinos Fungi, Chromista y Plantae a través de los diferentes períodos históricos.
Desde la antigüedad, el estudio de los vegetales se ha abordado con dos aproximaciones bastante diferentes: la teórica y la utilitaria. Desde el primer punto de vista, al que se denomina botánica pura, la ciencia de las plantas se erigió por sus propios méritos como una parte integral de la biología. Desde una concepción utilitaria, por otro lado, la denominada botánica aplicada era concebida como una disciplina subsidiaria de la medicina o de la agronomía. En los diferentes períodos de su evolución una u otra aproximación ha predominado, si bien en sus orígenes —que datan del siglo VIII a. C.— la aproximación aplicada fue la preponderante.
La botánica, como muchas otras ciencias, alcanzó la primera expresión definida de sus principios y problemas en la Grecia clásica y, posteriormente, continuó su desarrollo durante la época del Imperio romano. Teofrasto, discípulo de Aristóteles y considerado el «padre de la botánica», legó dos obras importantes que se suelen señalar como el origen de esta ciencia: De historia plantarum [Historia de las plantas] y De causis plantarum [Sobre las causas de las plantas]. Los romanos contribuyeron poco a los fundamentos de la botánica, pero hicieron una gran contribución al conocimiento de la botánica aplicada a la agricultura. El enciclopedista romano Plinio el Viejo aborda las plantas en los libros XII a XXVI de sus 37 volúmenes de Naturalis Historia.
Se estima que en la época del imperio romano entre 1300 y 1400 plantas se habían registrado en el oeste. Tras la caída del Imperio en el siglo V, todas las conquistas alcanzadas en la antigüedad clásica tuvieron que redescubrirse a partir del siglo XII, por perderse o ignorarse buena parte de ellas durante la alta Edad Media. La tradición conservadora de la Iglesia y la labor de contadas personalidades hicieron avanzar, aunque muy lentamente, el conocimiento de los vegetales durante este período.
En los siglos XV y XVI la botánica se desarrolló como una disciplina científica, separada de la herboristería y de la Medicina, si bien continuó contribuyendo a ambas. Diversos factores permitieron el desarrollo y progreso de la botánica durante esos siglos: la invención de la imprenta, la aparición del papel para la elaboración de los herbarios, y el desarrollo de los jardines botánicos, todo ello unido al desarrollo del arte y ciencia de la navegación que permitió la realización de expediciones botánicas. Todos estos factores conjuntamente supusieron un incremento notable en el número de las especies conocidas y permitieron la difusión del conocimiento local o regional a una escala internacional.
Impulsada por las obras de Galileo, Kepler, Bacon y Descartes, en el siglo XVII se originó la ciencia moderna. Debido a la creciente necesidad de los naturalistas europeos de intercambiar ideas e información, se comenzaron a fundar las primeras academias científicas. Joachim Jungius fue el primer científico que combinó una mentalidad entrenada en la filosofía con observaciones exactas de las plantas. Tenía la habilidad de definir los términos con exactitud y, por ende, de reducir el uso de términos vagos o arbitrarios en la sistemática. Se lo considera el fundador del lenguaje científico, el que fue desarrollado más tarde por el inglés John Ray y perfeccionado por el sueco Carlos Linneo.
A Linneo se le atribuyen varias innovaciones centrales en la taxonomía. En primer lugar, la utilización de la nomenclatura binomial de las especies en conexión con una rigurosa caracterización morfológica de las mismas. En segundo lugar, el uso de una terminología exacta. Basado en el trabajo de Jungius, Linneo definió con precisión varios términos morfológicos que serían utilizados en sus descripciones de cada especie o género, en particular aquellos relacionados con la morfología floral y con la morfología del fruto. No obstante, el mismo Linneo notó las fallas de su sistema y buscó en vano nuevas alternativas. Su concepto de la constancia de cada especie fue un obstáculo obvio para lograr establecer un sistema natural ya que esa concepción de la especie negaba la existencia de las variaciones naturales, las cuales son esenciales para el desarrollo de un sistema natural. Esta contradicción permaneció durante mucho tiempo y no fue resuelta hasta 1859 con la obra de Charles Darwin. Durante los siglos XVII y XVIII también se originaron dos disciplinas científicas que, a partir de ese momento, iban a tener una profunda influencia en el desarrollo de todos los ámbitos de la botánica: la anatomía y la fisiología vegetal.
Las ideas esenciales de la teoría de la evolución por selección natural de Darwin influirían notablemente en la concepción de la clasificación de los vegetales. De ese modo, aparecieron las clasificaciones filogenéticas, basadas primordialmente en las relaciones de proximidad evolutiva entre las distintas especies, reconstruyendo la historia de su diversificación desde el origen de la vida en la Tierra hasta la actualidad. El primer sistema admitido como filogenético fue el contenido en el Syllabus der Planzenfamilien (1892) de Adolf Engler y conocido más tarde como sistema de Engler cuyas numerosas adaptaciones posteriores han sido la base de un marco universal de referencia según el cual se han ordenado (y se siguen ordenando) muchos tratados de floras y herbarios de todo el mundo, si bien algunos de sus principios para interpretar el proceso evolutivo en las plantas han sido abandonados por la ciencia moderna.

### La botánica moderna (desde 1945)
La botánica moderna es una ciencia que considera una gran cantidad de nuevos conocimientos en la actualidad que han sido generados por el estudio de las plantas modelo y sobre la botánica actual, en concreto, ésta comenzó desde 1945. 

## Significado de la botánica como ciencia
Los distintos grupos de vegetales participan de manera fundamental en los ciclos de la biosfera. Las plantas y algas son los productores primarios, responsables de la captación de energía solar de la que depende la mayoría de la vida terrestre, de la creación de materia orgánica y también, como subproducto, de la generación del oxígeno que inunda la atmósfera y causa que casi todos los organismos saquen ventaja del metabolismo aerobio.

### Alimentación humana
Casi todo lo que comemos proviene de las plantas, ya sea consumiéndolas directamente (frutas, verduras hortalizas), como indirectamente a través del ganado que se alimenta con plantas que componen el forrajeras. Por lo tanto, las plantas son la base de toda la cadena alimentaria, o lo que los ecólogos llaman el primer nivel trófico. El estudio de las plantas y las técnicas de mejoramiento para producir alimentos son claves para ser capaces de alimentar al mundo y proporcionar una seguridad alimentaria para las generaciones futuras. No obstante, como todas las plantas no son beneficiosas para este fin, la botánica también estudia las especies consideradas nocivas para la agricultura. También estudia los patógenos (fitopatología) que afectan al reino vegetal y la interacción de los humanos con este reino (etnobotánica). 

### Procesos biológicos fundamentales
Las plantas son susceptibles de ser estudiadas en sus procesos fundamentales (como la división celular y síntesis proteica por ejemplo), pero sin los problemas éticos que supone estudiar animales o seres humanos. Las leyes de la herencia fueron descubiertas de esta manera por Gregor Mendel, que estudió cómo se hereda la morfología del guisante. Las leyes descubiertas por Mendel a partir del estudio de plantas han conocido desarrollos posteriores, y se han aplicado sobre las propias plantas para conseguir nuevas variedades beneficiosas. Otro estudio clásico efectuado en plantas fue el realizado por Bárbara McClintock, quien descubrió los 'genes saltarines' (o transposones) estudiando el maíz. Son ejemplos que muestran cómo la botánica ha tenido una importancia capital para el entendimiento de los procesos biológicos fundamentales.

### Aplicaciones de las plantas
Muchas de nuestras medicinas y drogas, como el cannabis, vienen directamente del reino vegetal. Otros productos medicinales se derivan de sustancias de origen vegetal; así, la aspirina es un derivado del ácido salicílico, que originalmente se obtenía de la corteza de sauce. La investigación sobre productos farmacéuticamente útiles en las plantas es un campo activo de trabajo que rinde buenos resultados. Estimulantes populares como el café (por su contenido en cafeína), el chocolate, el tabaco (por la nicotina), y el té tienen origen vegetal. Muchas bebidas alcohólicas derivan de la fermentación de plantas como la cebada, el maíz y la uva.
Las plantas también nos proveen de muchos materiales, como el algodón, la madera, el papel, el lino, el aceite vegetal, algunos tipos de cuerdas y plásticos. La producción de seda no sería posible sin el cultivo de los árboles de morera. La caña de azúcar y otras plantas han sido recientemente usadas como biomasa para producir una energía renovable alternativa al combustible fósil.

### Entendimiento de cambios ambientales
Las plantas también pueden ayudar al entendimiento de los cambios del medio ambiente de muchas formas.
- Entendimiento de la destrucción de hábitat y de especies en extinción depende de un catálogo completo y exacto de plantas, de la sistemática y taxonomía.
- Respuesta de las plantas a radiación ultravioleta puede monitorear problemas como los agujeros en la capa de ozono.
- El análisis de polen depositado por plantas en miles de millones de años atrás puede ayudar a los científicos a reconstruir los climas del pasado y pronosticar el futuro, una parte esencial de investigaciones sobre cambios climáticos.
- Recopilar y analizar el tiempo del ciclo de vida es importante para la fenología usado para la investigación de cambios climáticos.
- Líquenes, sensibles a las condiciones atmosféricas, tienen un uso extensivo como indicadores de contaminación.
- Las plantas pueden servir como ‘sensores’, una especie de “señales tempranas de aviso” que den la alerta sobre cambios importantes en el ambiente.
- Por último, las plantas son sumamente valoradas en el aspecto recreativo para millones de personas que disfrutan de su uso en la jardinería, la horticultura y el arte culinario.

## Disciplinas

### Subdisciplinas de la botánica
- Anatomía vegetal u organografía
- Botánica aplicada
- Botánica marina
- Botánica pura o general
- Botánica sistemática
- Dendrología
- Ecología vegetal
- Ficología
- Fisiología vegetal
- geobotánica
- Histología vegetal
- Morfología vegetal
- Paleobotánica
- Palinología
- Sistemática vegetal

### Disciplinas relacionadas
- Agricultura
- Agronomía
- Bioquímica y fitoquímica
- Ecología
- Etnobotánica
- fitoterapia
- Fitopatología
- Fitosociología
- Genética
- Horticultura
- Micología
- Microbiología

## Métodos de la botánica

### Herbario

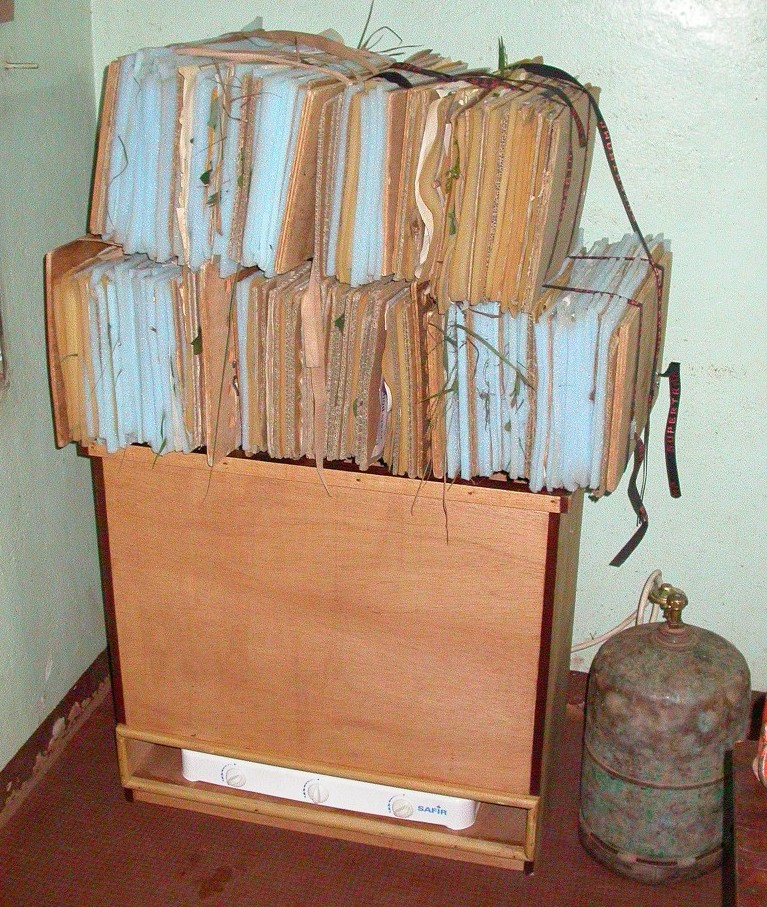
Secado de especímenes en un herbario de Burkina Faso.

Un herbario (del latín herbarium) es una colección de plantas o partes de plantas, preservadas, casi siempre a través de la desecación, procesadas para su conservación, e identificadas, y acompañadas de información importante, como nombre científico y nombre común, utilidad, características de la planta en vivo y del sitio de muestreo, así como la ubicación del punto donde se colectó. Estas plantas se conservan indefinidamente, y constituyen un banco de información que representa la flora o vegetación de una región determinada en un espacio reducido. Estos especímenes se usan con frecuencia como material de referencia para definir el taxón de una planta; pues contienen los holotipos para estas plantas. El tipo nomenclatural o, simplemente, tipo es un ejemplar de una dada especie sobre el que se ha realizado la descripción de la misma y que, de ese modo, valida la publicación de un nombre científico basado en él.
El tipo del nombre de una especie es por lo general el espécimen de herbario (o pliego de herbario) a partir del cual se ha perfilado la descripción que valida el nombre. El tipo del nombre de un género es la especie sobre la cual se basó la descripción original que validaba el nombre. El tipo del nombre de una familia es el género sobre el cual fue basada la descripción original válida. En los nombres de taxones de rango superior al de familia no se aplica el principio de tipificación.

### Jardín botánico

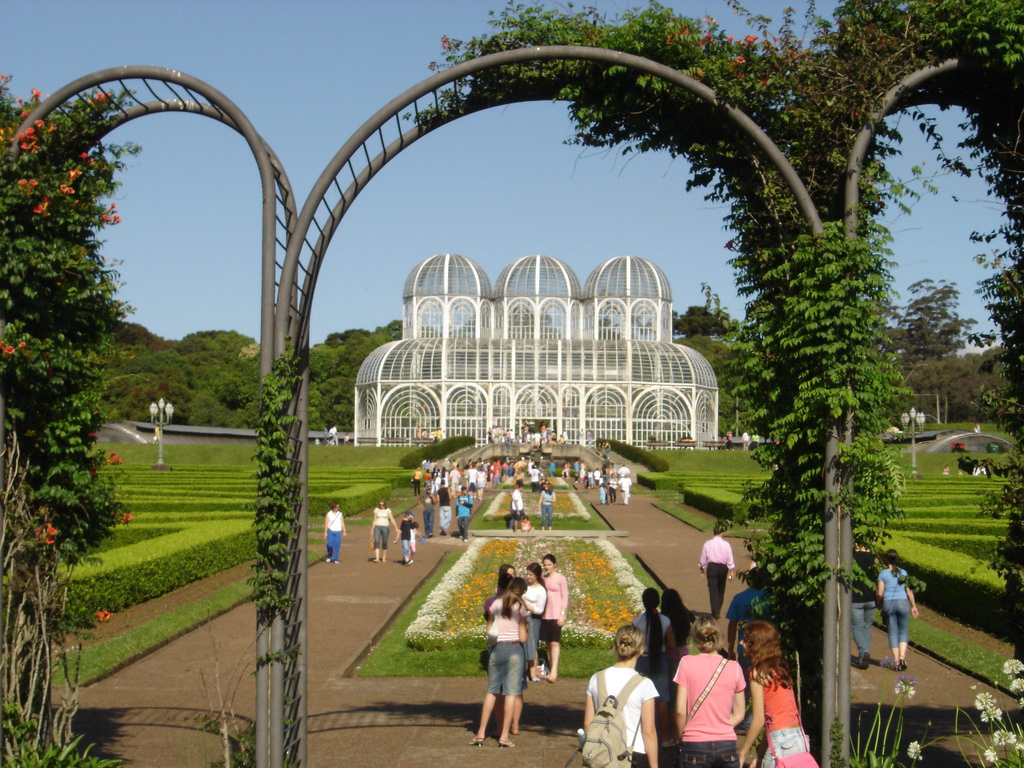
Jardín Botánico de Curitiba.

Los jardines botánicos (del latín hortus botanicus) son instituciones habilitadas por un organismo público, privado o asociativo (en ocasiones la gestión es mixta) cuyo objetivo es el estudio, la conservación y divulgación de la diversidad vegetal. Se caracterizan por exhibir colecciones científicas de plantas vivas, que se cultivan para conseguir alguno de estos objetivos: su conservación, investigación, divulgación y enseñanza.
En los jardines botánicos se exponen plantas originarias de todo el mundo, generalmente con el objetivo de fomentar el interés de los visitantes hacia el mundo vegetal, aunque algunos de estos jardines se dedican, exclusivamente, a determinadas plantas y a especies concretas.

### Código Internacional de Nomenclatura para algas, hongos y plantas
El Código Internacional de Nomenclatura para algas, hongos y plantas (ICN) es el compendio de reglas que rigen la nomenclatura taxonómica de los organismos tradicionalmente estudiados por la botánica (plantas, algas y hongos) a efectos de determinar, para cada taxón, un único nombre válido internacionalmente. 

### Libros académicos y científicos sobre botánica
En inglés:
- Buchanan, B.B., Gruissem, W. & Jones, R.L. (2000) Biochemistry & Molecular Biology of Plants. American Society of Plant Physiologists ISBN 81-88237-11-6.
- Crawford, R. M. M. (1989). Studies in Plant Survival. Blackwell. ISBN 0-632-01475-X
- Crawley, M. J. (1997). Plant Ecology. Blackwell Scientific. ISBN 0-632-03639-7.
- Ennos, R. y Sheffield, E. Plant Life, Blackwell Science, ISBN Introduction to plant biodiversity
- Fitter, A. & Hay, R. Environmental Physiology of Plants 3rd edition Sept 2001 Harcourt Publishers, Academic Press ISBN
- Lawlor, D.W. (2000) Photosynthesis BIOS ISBN
- Matthews, R. E. F. Fundamentals of Plant Virology Academic Press,1992.
- Mauseth, J.D.: Botany: An Introduction to Plant Biology. Jones and Bartlett Publishers, ISBN - A first year undergraduate level textbook
- Raven, P.H., Evert R.H. and Eichhorn, S.E.: Biology of Plants, Freeman. ISBN - A first year undergraduate level textbook
- Richards, P. W. (1996). The Tropical Rainforest. 2nd ed. C.U.P. (Pbk) ISBN £32,50
- Ridge, I. (2002) Plants Oxford University Press
- Salisbury, FB and Ross, CW: Plant Physiology Wadsworth publishing company ISBN
- Stace, C. A. A new flora of the British Isles. 2nd ed. C.U.P.,1997. ISBN
- Strange, R. L. Introduction to Plant Pathology. Wiley-VCH, 2003. ISBN
- Taiz, L. & Zeiger, E. (1998). Plant Physiology. 3rd ed. August 2002 Sinauer Associates. ISBN
- Walter, H. (1985). Vegetation of the Earth. 3rd rev. ed. Springer.
- Willis, K. (2002) The Evolution of Plants Oxford University Press ISBN £22-99

En español:
- Cárdenas Miranda, Arturo (2007) Planeta vegetal,Organismos primarios de vida. ISBN
- Sitte, P., Weiler, E.W., Kadereit, J.W., Bresinsky, A., Körner, C. (2004). Strasburger - Tratado de Botánica. 35.ª Edición. Ediciones Omega. Barcelona. Traducido del alemán por Fortés Fortés, M.J. ISBN 84-282-1353-4